# Кубок мира по конькобежному спорту 2013/2014 (этап 5)
Пятый этап Кубка мира по конькобежному спорту в сезоне 2013/2014 пройдёт 7—9 марта 2014 года на катке Макс Айер Арена, Инцелль, Германия с забегами на дистанциях 500, 1000, 1500 метров, на 3000 метров у женщин и 5000 метров у мужчин, в масс-старте, а также в демонстрационном виде — командном спринте. На дистинции 500 м у женщин все спортсменки стартовали в дивизионе А. В женском масс-старте россиянки не участвовали.

## Программа
| Дата    | Дистанция                                                                                             | Дивизион                         |
| 7 марта | 500 м (жен.) 1-й забег 1500 м (жен.) 500 м (жен.) 1-й забег 5000 м (муж.) 1500 м (жен.) 5000 м (муж.) | Дивизион Б Дивизион А Дивизион Б |

| Дата    | Дистанция | Дивизион                         |
| 8 марта | 500 м (жен.) 2-й забег 500 м (муж.) 1-й забег 1000 м (муж.) 500 м (жен.) 2-й забег 500 м (муж.) 1-й забег 3000 м (жен.) 1000 м (муж.) Масс-старт (муж.) 3000 м (жен.) | Дивизион Б Дивизион А Дивизион Б |

| Дата    | Дистанция | Дивизион              |
| 9 марта | 500 м (муж.) 2-й забег 1000 м (жен.) 1500 м (муж.) 500 м (муж.) 2-й забег 1000 м (жен.) 1500 м (муж.) Масс-старт (жен.) | Дивизион Б Дивизион А |

### Мужчины
| Дистанция                                    | Золото                       | Время    | Серебро                          | Время    | Бронза                     | Время    | Дивизион А 4 — …                                                          | Время                            | Дивизион Б 1 — …                                     | Время                   |
| 1e 500 м А — 20 участников Б — 11 участников | Роналд Мюлдер · Нидерланды   | 34,96    | Гилмор Джунио · Канада           | 35,02    | Нико Иле · Германия        | 35,10    | 7. Алексей Есин 9. Дмитрий Лобков 12. Артём Кузнецов                      | 35,24 35,275 35,442              | 2. Игорь Боголюбский                                 | 36,00                   |
| 2e 500 м А — 20 участников Б — 12 участников | Ян Смекенс · Нидерланды      | 34,91    | Нико Иле · Германия              | 34,97    | Роналд Мюлдер · Нидерланды | 35,00    | 4. Артём Кузнецов 9. Дмитрий Лобков 11. Алексей Есин                      | 35,04 35,20 35,24                | 6. Игорь Боголюбский                                 | 36,14                   |
| 1000 м А — 20 участников Б — 26 участников   | Шани Дэвис · США             | 1:08,70  | Стефан Гротхёйс · Нидерланды     | 1:08,80  | Шани Дэвис · США           | 1:08,90  | 12. Алексей Есин 15. Дмитрий Лобков                                       | 1:09,92 1:10,30                  | 7. Михаил Козлов 15. Денис Коваль 17. Артём Кузнецов | 1:10,96 1:12,52 1:13,03 |
| 1500 м А — 18 участников Б — 16 участников   | Брайан Хансен · США          | 1:44,58  | Денни Моррисон · США             | 1:45,28  | Кун Вервей · Нидерланды    | 1:45,68  | 8. Денис Юсков 18. Алексей Суворов                                        | 1:46,60 1:49,13                  | 3. Сергей Грязцов 6. Михаил Козлов                   | 1:48,61 1:49,72         |
| 5000 м А — 16 участников Б — 15 участников   | Йоррит Бергсма · Нидерланды  | 6:14,08  | Сверре Лунде Педерсен · Норвегия | 6:19,48  | Патрик Беккерт · Германия  | 6:22,71  | 5. Денис Юсков 7. Александр Румянцев 8. Евгений Серяев 13. Даниил Синицын | 6:23,69 6:24,68 6:28,141 6:32,59 | 4. Сергей Грязцов                                    | 6:31,51                 |
| Масс-старт 20 участников                     | Арьян Стротинга · Нидерланды | 10:11,43 | Барт Свингс · Бельгия            | 10:11,56 | Боб де Врис · Нидерланды   | 10:13,59 | 14. Евгений Серяев                                                        | 10:14,77                         | ---------                                            | ---------               |

### Женщины
| Дистанция                              | Золото                      | Время   | Серебро                    | Время   | Бронза                     | Время   | Дивизион А 4 — …                                                                               | Время                                   | Дивизион Б 1 — …                                                          | Время                           |
| 1e 500 м А — 28 участниц               | Хизер Ричардсон · США       | 37,85   | Юдит Хессе · Германия      | 37,86   | Ольга Фаткулина · Россия   | 37,89   | 16. Екатерина Шихова 18. Юлия Скокова 21. Ангелина Голикова 26. Ольга Граф                     | 38,89 39,02 39,24 40,30                 | ---------                                                                 | ---------                       |
| 2e 500 м А — 23 участницы              | Хизер Ричардсон · США       | 37,70   | Ольга Фаткулина · Россия   | 37,84   | Дженни Вольф · Германия    | 37,89   | 17. Ангелина Голикова                                                                          | 39,04                                   | ---------                                                                 | ---------                       |
| 1000 м А — 20 участниц Б — 6 участниц  | Хизер Ричардсон · США       | 1:14,87 | Бриттани Боу · США         | 1:15,26 | Ольга Фаткулина · Россия   | 1:15,34 | 7. Юлия Скокова 12. Екатерина Лобышева                                                         | 1:15,63 1:16,38                         | 4. Ангелина Голикова                                                      | 1:20,30                         |
| 1500 м А — 20 участниц Б — 13 участниц | Ирен Вюст · Нидерланды      | 1:54,03 | Лотте ван Бек · Нидерланды | 1:54,70 | Бриттани Боу · США         | 1:55,06 | 4. Юлия Скокова 5. Екатерина Лобышева 8. Ольга Граф 16. Екатерина Шихова 17. Евгения Дмитриева | 1:55,16 1:56,58 1:56,76 1:58,25 1:58,77 | ---------                                                                 | ---------                       |
| 3000 м А — 16 участниц Б — 18 участниц | Ирен Вюст · Нидерланды      | 4:01,52 | Мартина Сабликова · Чехия  | 4:04,00 | Ивонне Наута · Нидерланды  | 4:04,44 | 4. Ольга Граф                                                                                  | 4:04,87                                 | 2. Юлия Скокова 6. Анна Чернова 7. Евгения Дмитриева 10. Екатерина Шихова | 4:08,77 4:13,32 4:13,65 4:14,83 |
| Масс-старт 18 участниц                 | Клаудия Пехштайн · Германия | 8:25,56 | Яннеке Энсинг · Нидерланды | 8:25,56 | Ирене Схаутен · Нидерланды | 8:30,66 | ---------                                                                                      | ---------                               | ---------                                                                 | ---------                       |